# Mercedes-Benz L319

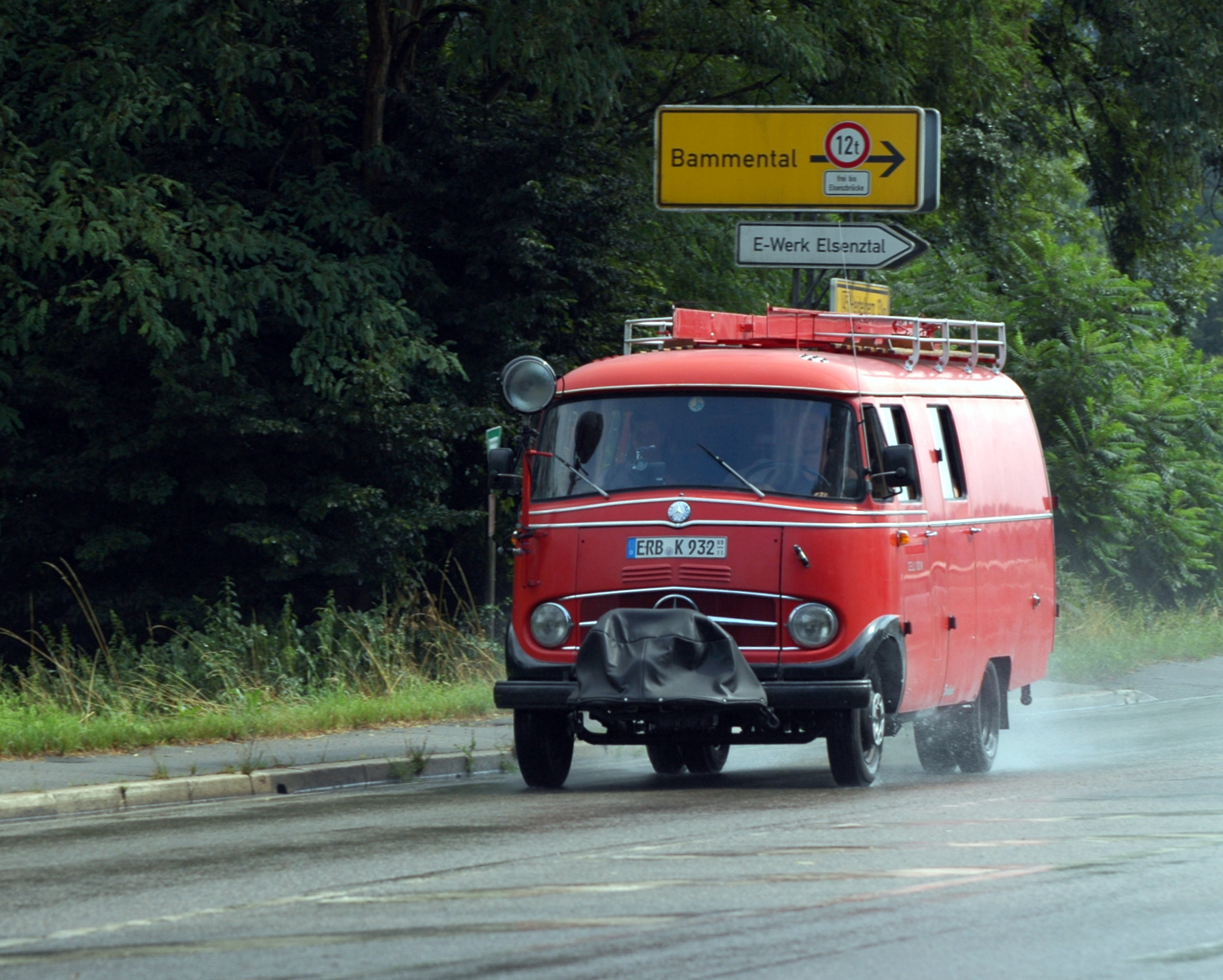
Mercedes-Benz L319

Le Mercedes Benz L319 est un fourgon construit par Mercedes-Benz de 1956 à 1967.

## Histoire
Lors de sa sortie en 1955, le L319 affiche vraiment son identité spécifique, qui se distinguait différemment des voitures particulières ou des camions. Le L319 était conçu pour répondre aux besoins du trafic de ramassage et de distribution, ce qui serait responsable des soucis de la concurrence, comme Hanomag ou Borgward.
La production des versions à plateau, fourgon et benne du L319 débutait en septembre 1956, à l'usine de Sindelfingen où il était construit alors que l'usine de Mannheim fabriquait la version minibus, le O319.

## Motorisations
Il a existé plusieurs motorisations sur le L319, toutes en 4 cylindres.
Les versions essence :
- le M121 de 1897cm³ (65ch) jusqu'en 1965, consommation 14L/100km
- le M121 de 1988cm³ (80ch) jusqu'en 1967, consommation 16L/100km

Les versions Diesel :
- l'OM636[2] de 1767 cm³ (43 ch) jusqu'en 1961, consommation 9,4L/100km[3]
- l'OM621 [4] de 1988 cm³ (55ch) jusqu'en 1967, consommation 10L/100km

tous avaient une consommation d'huile de 0.15L/100km

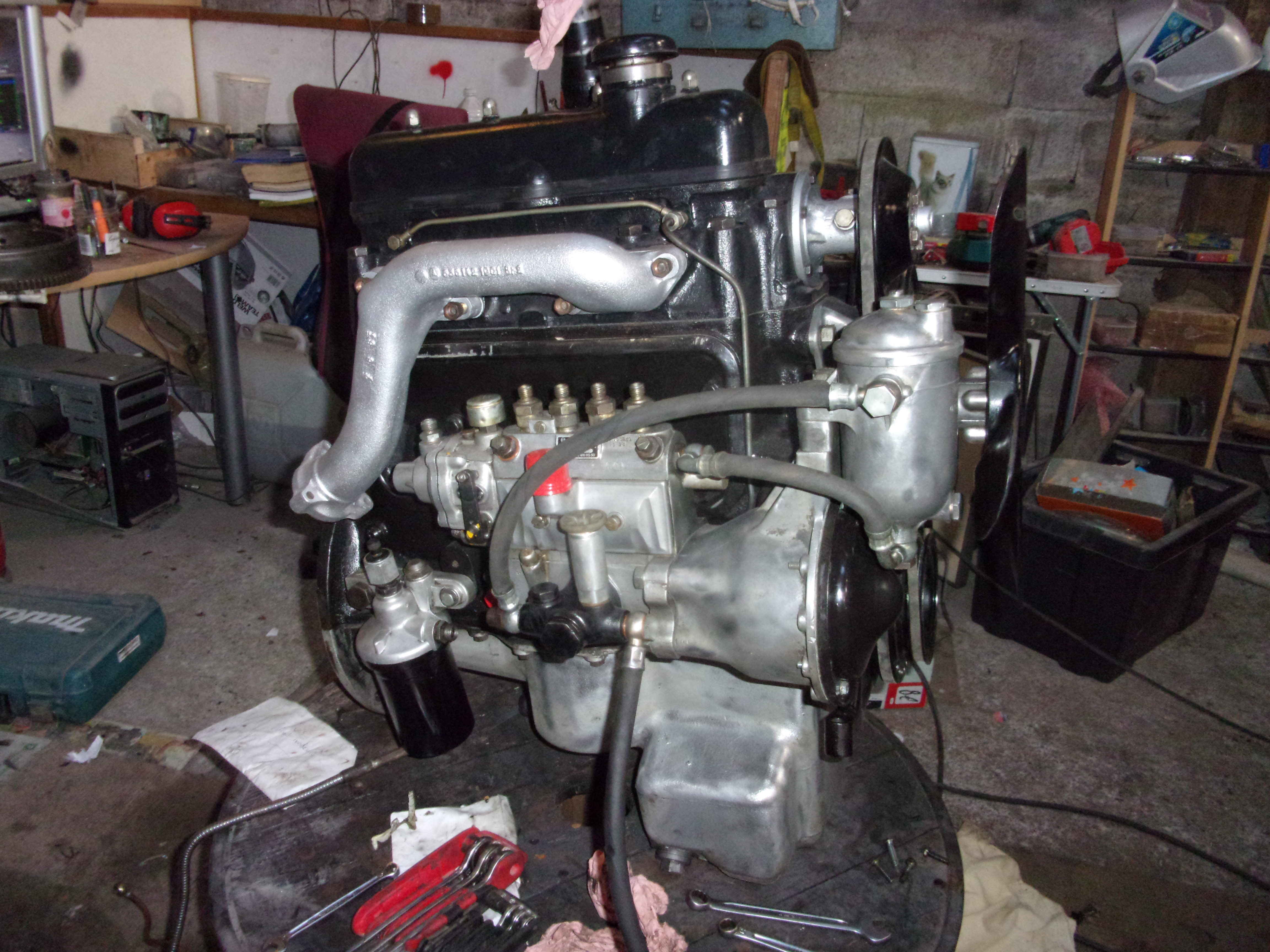
L'OM636

## Freinage
Les différents modèles sont tous équipés de 4 freins à tambour avec un cylindre de frein borgne par mâchoire à l'avant et un cylindre double piston pour l'arrière. Soit 4 cylindres de frein à l'avant et 2 à l'arrière.
Maître cylindre de frein en direct, aucune assistance.

## Succession
En 1963, la désignation L319 a été abandonnée. Les véhicules étaient maintenant classés sous la marque L 405 (diesel) et L 407 (essence). Il y avait aussi un L 406 et L 408. Cela faisait partie d'une plus grande marquage de la gamme de véhicules commerciaux de l'entreprise destinée, pour les initiés, à identifier les « données de poids et de sortie » dans les noms de modèles.
En 1967, il cède sa place au T2.

## Production L 319
| Année             | 1956 | 1957 | 1958 | 1959 | 1960 | 1961 | 1962 | 1963  | 1964  | 1965  | 1966  | 1967 | 1968            | total  |
| ----------------- | ---- | ---- | ---- | ---- | ---- | ---- | ---- | ----- | ----- | ----- | ----- | ---- | --------------- | ------ |
| L 319/L407/L408   | 0    | 378  | 619  | 394  | 600  | 481  | 531  | 793   | 795   | 823   | 785   | 0    | 132             | 6331   |
| L 319D/L405/L406  | 1037 | 6060 | 8590 | 7698 | 7609 | 8420 | 9609 | 12580 | 13814 | 12961 | 12678 | 30   | 228             | 101314 |
| O 319             | 3    | 158  | 214  | 163  | 207  | 285  | 108  | 126   | 129   | 198   | 174   | 96   | 48              | 1909   |
| O 319D            | 154  | 933  | 719  | 845  | 1302 | 994  | 992  | 1198  | 1119  | 1333  | 2105  | 1020 | 966             | 13680  |
| L 319D/L405D (es) | 0    | 0    | 0    | 0    | 0    | 0    | *    | *     | *     | *     | *     | *    | * Jusqu’en 1970 | 18676  |
| O 319D (es)       | 0    | 0    | 0    | 0    | 0    | 0    | 0    | 0     | *     | *     | 0     | 0    | 0               | 174    |

Anniversaire de la L319 avec 100000 véhicules produits jusqu’en 1965